# Nahri Saraj (huyện)
Nahri Sarraj là một huyện thuộc tỉnh Helmand, Afghanistan. Dân số thời điểm năm 1999 là 96,466 người.